# Gulir
Gulir ist ein Ort auf der indonesischen Insel Kasiui. Der Ort liegt nah der Westküste der Insel auf einer Meereshöhe von 271 m. Gulir ist ein Fischereihafen und gehört administrativ zum Desa Westtamher (Tamher Barat) (Distrikt Wakate, Regierungsbezirk Ostseram, Provinz Maluku).